# Терещенко, Николай Владимирович
Никола́й Влади́мирович Тере́щенко (1 января 1924, Калиновка, Актюбинский уезд, Актюбинская губерния, Киргизская АССР — 23 августа 1944, Белгород-Днестровский район, Измаильская область) — старший лейтенант Рабоче-крестьянской Красной армии, участник Великой Отечественной войны, Герой Советского Союза (1945).

## Биография
Родился 1 января 1924 года в селе Калиновка Хобдинской волости Актюбинского уезда одноимённой губернии КССР (ныне — Хобдинский район Актюбинской области Казахстана).
Окончил среднюю школу.
В феврале 1942 года Терещенко был призван на службу в Рабоче-крестьянскую Красную армию. С августа 1942 года — на фронтах Великой Отечественной войны. В боях 12 раз был ранен.
К августу 1944 года старший лейтенант Николай Терещенко командовал отдельной разведротой 83-й отдельной стрелковой бригады морской пехоты 46-й армии 3-го Украинского фронта. Отличился во время Ясско-Кишинёвской операции при форсировании Днестровского лимана. В ночь с 21 на 22 августа 1944 года рота Терещенко переправилась через Днестровский лиман к северу от Аккермана (ныне — город Белгород-Днестровский) и атаковала противника, захватив село Чачири Сухие (ныне — Чагиры), захватив в плен 120 вражеских солдат и офицеров и взяв большие военные трофеи. Всего же в тот день рота Терещенко взяла в плен более 800 солдат и офицеров противника, уничтожила ещё более 100. 23 августа 1944 года Терещенко с двумя товарищами атаковал отступавшее немецкое подразделение, продержавшись до подхода роты. В том бою Терещенко погиб. Похоронен в Белгороде-Днестровском. Увековечен на братской могиле (Городская площадь, г. Болград, Одесская область).
Указом Президиума Верховного Совета СССР от 24 марта 1945 года за «мужество и героизм, проявленные на фронте борьбы с немецкими захватчиками», старший лейтенант Николай Терещенко посмертно был удостоен высокого звания Героя Советского Союза. Также был награждён орденами Ленина, Красного Знамени, Отечественной войны 2-й степени и Красной Звезды, рядом медалей.
Бюст Терещенко установлен в Бескудыке.